# Daváhügijn Ganbold
Daváhügijn Ganbold (Sárosdi Davaakhuu Ganbold) (1962. augusztus 16.) mongol irodalomtörténész, műfordító. Magyar irodalmat fordít mongol nyelvre. Több mint száz magyar író és költő műveit fordította mongolra a kezdetektől napjainkig.

## Életpályája
Mongóliában született, 1989-ben érkezett Magyarországra. Az ELTE BTK-n magyar nyelv és irodalom valamint orientalisztika szakon szerzett diplomát. 2008-ban a TIMP Kiadó gondozásában megjelent magyar irodalmi antológiája 83 írót és költőt tartalmaz. 2001-ben Garaczi László Csodálatos vadállatok című drámáját, 2004-ben Kertész Imre Sorstalanság című regényét ültette át mongolra.
2005-ben magyar nyelv és irodalmi tanszék létrehozását kezdeményezte az ulánbátori Állami Egyetemen. 2006-ban a Mongol Állami Akadémiai Drámai Színház fordításában előadta Örkény István Tóték című darabját. Ezért 2006-ban Pro Cultura Hungarica díjban részesült.
1997-2000-ben az Oktatási Minisztérium PhD ösztöndíjában, 2000-ben a Magyar Tudományos Akadémia Füst Milán fordítói ösztöndíjában, 1999-2000-ben a Soros Supplementary Grant ösztöndíjban, 1999-ben a Pro Renovanda Cultura Hungariae Alapítvány "Tudomány az oktatásban" szakalapítványi ösztöndíjában, 2001-ben Nemzeti Kulturális Alapprogram Irodalmi Kollégium alkotói támogatásában részesült. A Magyar Fordítóház Alapítvány többször támogatta ösztöndíjjal fordítói munkáját.
2009-ben megkapta a Balassi Bálint-emlékkard irodalmi díjat. 2011-ben a Mongol Írószövetség Éves Nagydíjában részesült.

## Külső hivatkozások
- https://web.archive.org/web/20180501023229/https://mno.hu/migr/tari_istvan_es_davahugijn_ganbold_kapja_a_balassi-emlekkardot-325594
- https://web.archive.org/web/20160310121326/https://emasa.hu/cikk.php?page=sajtomunkas&id=6404
- https://web.archive.org/web/20180424120858/https://mno.hu/migr_1834/egy_szelid_mongol_nyilai-333016
- http://importhepaj.eu/tavol-kelet/Ganbold-20.html%5B%5D
- http://www.bigbridge.org/100thousandpoetsforchange/?p=13455
- http://www.afoldgomb.hu/emberi-tenyezo/505-mindennapi-mongolia-globalizalodo-pasztornemzet
- http://www.simonyibalazs.hu/hun/index.php?page=sb_saman
- http://furedtv.hu/?p=videok&anyagid=667
- http://szegedma.hu/cimke/davahugijn-ganbold
- https://web.archive.org/web/20120119140912/http://forum.slobodnavojvodina.org/viewtopic.php?f=51&p=41041
- http://nemzetisegek.hu/repertorium/2003/03/bar07.pdf
- http://www.forditohaz.hu/?page=MenuItem4&Sub=52
- http://www.mr1-kossuth.hu/hirek/kultura/balassi-kardot-kap-tari-istvan-es-davahu-ganbold.html%5B%5D
- https://web.archive.org/web/20041107221154/http://www.hhrf.org/irodalmivademecum/milyen/iv_godollo.htm
- http://www.hetnap.rs/uj/index.php?zg=4304&no=234%5B%5D
- http://www.hungkong.unideb.hu/pdf/szimpoziumokprogramja.pdf%5B%5D
- http://hirposta.hu/idogep/2009/02/15/350/%5B%5D
- http://www.freitag.de/kultur/0233-wechselwirkungen
- https://web.archive.org/web/20160819162703/http://www.fustmilan.hu/index.php?option=com_content&task=view&id=7&Itemid=31
- http://www.litera.hu/hirek/tokaji-de-nem-a-bor-mi-az
- https://web.archive.org/web/20090924041831/http://www.nol.hu/archivum/archiv-476119
- https://web.archive.org/web/20120226082632/http://pim.hu/object.A16E5F9C-3C71-4198-BD7F-9A9C68D86A1B.ivy
- http://www.forditohaz.hu/?page=MenuItem7
- https://www.origo.hu/itthon/20030911magyar2.html%5B%5D